# Маккели, Данни
Данни Десмонд Маккели (нидерл. Danny Desmond Makkelie; род. 28 января 1983, Виллемстад, Нидерланды) — нидерландский футбольный судья.

## Биография
Данни Маккели впервые взял в руки судейский свисток в 10 лет, когда обслуживал матч школьных команд. В 16 лет стал квалифицированным судьёй Футбольного союза Голландии по любительскому футболу. В декабре 2005 года, в возрасте 22 лет, Данни дебютировал в профессиональном футболе в матче «Фортуна Ситтард» против «Стормфогельс Телстар» в первом дивизионе. В ноябре 2009 года в 26 лет он дебютировал в Эредивизи в матче «Хераклес Алмело» против «Спарты Роттердам». В мае 2010 года Маккели в возрасте 27 лет был переведен в высший список судейской гильдии, что сделало его самым молодым рефери, достигшим столь высокого уровня в Нидерландах.

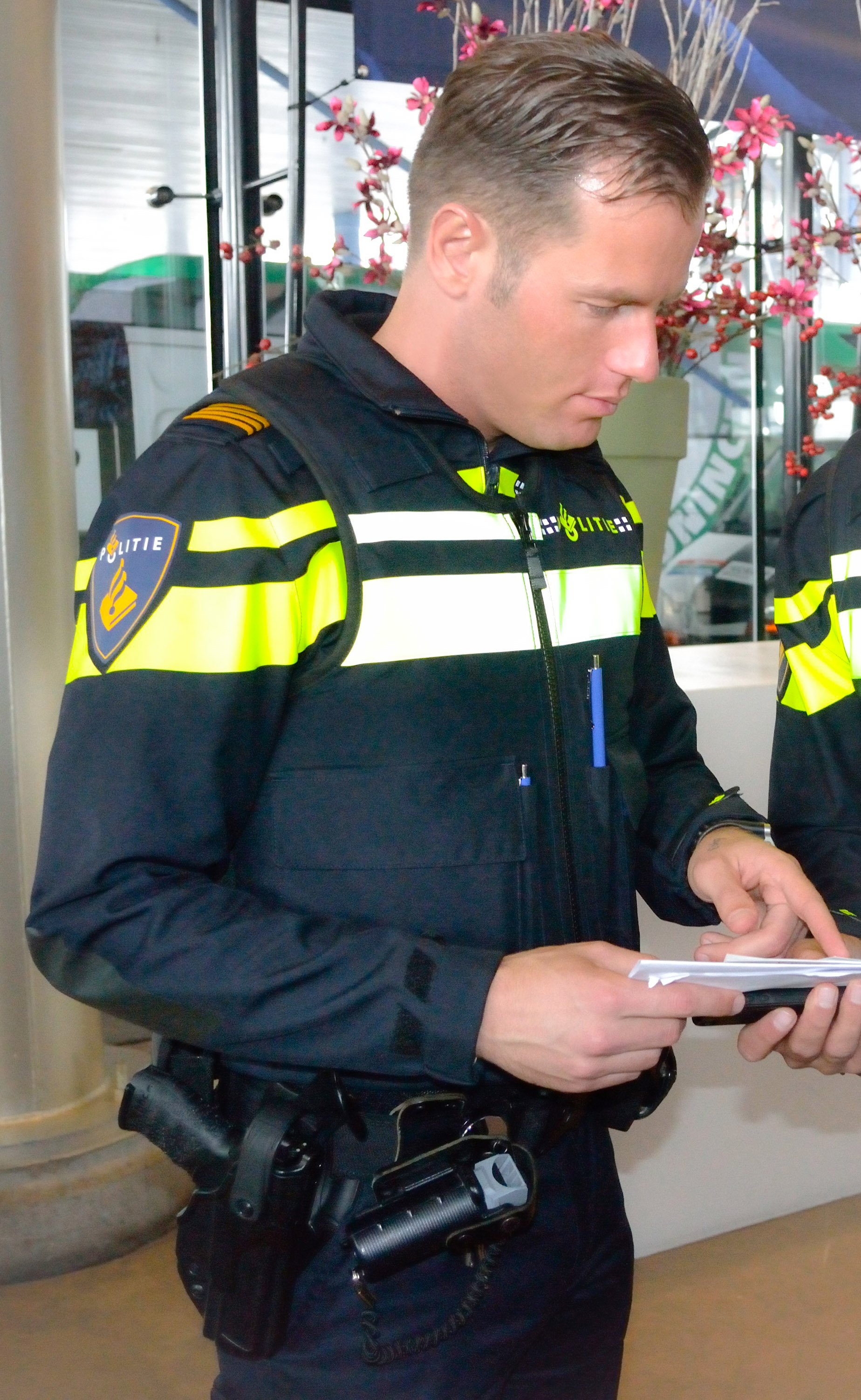
Данни Маккели за работой в полиции

Помимо судейства, он работает инспектором полиции в Роттердаме и координатором по развитию судейства в Королевской Голландской футбольной ассоциации. Маккели является судьёй ФИФА с 2011 года . Он работал на финале чемпионата Европы по футболу 2012 года среди футболистов в возрасте до 19 лет. 18 августа 2020 года УЕФА назначил 37-летнего Маккели судьёй финала Лиги Европы 2020 года между «Севильей» и миланским «Интером». Ранее он был помощником судьи в финале Лиги Европы УЕФА 2018 года. Он также судил полуфинал между бразильским «Палмейрасом» и мексиканским УАНЛ на клубном чемпионате мира по футболу 2020 года в Катаре.
На чемпионат Европы по футболу, состоявшемся в 2021 году, был выбран УЕФА как один из 19 главных судей и провёл матч открытия 11 июня 2021 года между сборными Турции и Италии. 7 июля 2021 года судил полуфинальный матч чемпионата Европы между сборными Дании и Англии. В дополнительное время назначил достаточно спорный пенальти в ворота датчан, который и привёл к победе сборной Англии со счётом 2:1.
В мае 2022 года ФИФА назначила его одним из 36 главных судей чемпионата мира по футболу 2022 года в Катаре.
В апреле 2024 года был отобран одним из главных арбитров в числе 19 судейских бригад для обслуживания матчей Чемпионата Европы по футболу, который проходит в июне-июле 2024 года на футбольных полях Германии.

### Чемпионат мира 2022
| Стадия         | Дата           | Место                | Команда 1 | Команда 2 | Результат | Предупреждён | Red card | Пенальти |
| -------------- | -------------- | -------------------- | --------- | --------- | --------- | ------------ | -------- | -------- |
| Групповой этап | 27 ноября 2022 | Эль-Байт, г.Эль-Хаур | Испания   | Германия  | 1:1 (0:0) | 1 - 3        | 0 - 0    | 0 - 0    |
| Групповой этап | 30 ноября 2022 | Стадион 974, г.Доха  | Польша    | Аргентина | 0:2 (0:0) | 1 - 1        | 0 - 0    | 0 -      |

### Чемпионат Европы 2024
| Стадия         | Дата         | Город    | Стадион        | Команда 1 | Результат | Команда 2 | Предупреждён | Red card | Пенальти |
| -------------- | ------------ | -------- | -------------- | --------- | --------- | --------- | ------------ | -------- | -------- |
| Групповой этап | 19 июня 2024 | Штутгарт | МХП-Арена      | Германия  | 2:0 (1:0) | Венгрия   | 2 - 2        | 0 - 0    | 0 - 0    |
| Групповой этап | 24 июня 2024 | Лейпциг  | Ред Булл Арена | Хорватия  | 1:1 (0:0) | Италия    | 6 - 3        | 0 - 0    | - 0      |